# Franz-Albrecht Metternich-Sándor

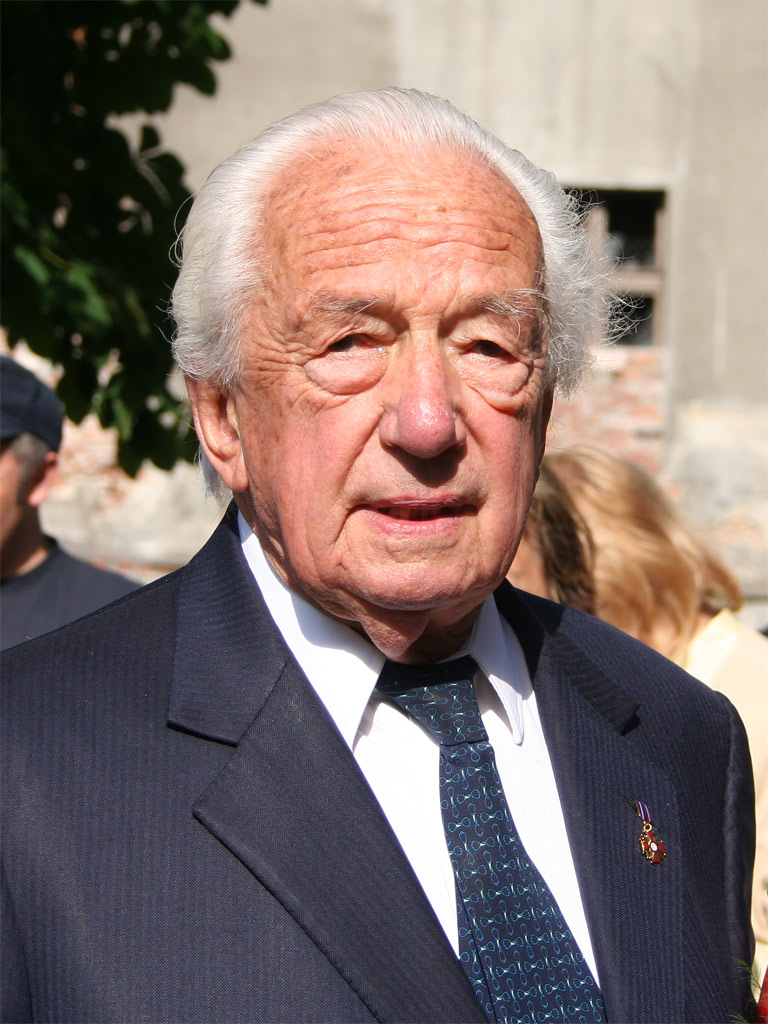
Franz-Albrecht Metternich-Sándor (2008)

Franz-Albrecht Maximilian Wolfgang Josef Thaddäus Maria Metternich-Sándor (bis 1926 Hohenlohe-Schillingsfürst-Breunner-Enkevoirth; * 23. Oktober 1920 auf Schloss Groß Rauden im Landkreis Ratibor; † 25. Juni 2009 in Cetona, Italien) war ein österreichisches Mitglied der Linie Ratibor des Hauses Hohenlohe-Schillingsfürst und nannte sich als deren Chef 4. Herzog von Ratibor und 4. Fürst von Corvey.

## Familie
Franz-Albrecht war das jüngste Kind von Victor III. von Ratibor aus dem Hause Hohenlohe-Schillingsfürst-Breunner-Enkevoirth (1879–1945) und Elisabeth Pauline zu Oettingen-Oettingen und Oettingen-Spielberg (1886–1976). Er wurde 1926 von Klementine von Metternich-Sándor (1870–1963), einer Großtante mütterlicherseits, adoptiert und trug seither ihren Familiennamen.
Nach dem Zweiten Weltkrieg lebte er in Westfalen, bevor er sich 1955 in Österreich niederließ.
Er war Eigentümer von Schloss Grafenegg und Schloss Corvey und wohnte im Schloss Neuaigen bei Tulln in Niederösterreich. Besonderes Ansehen erwarb er sich für die Renovierung von Schloss Grafenegg und als Kulturförderer.

## Fürstliche Bibliothek Corvey
Franz-Albrecht Metternich-Sándor war der Eigentümer einer der größten Privatbibliotheken Deutschlands, der Fürstlichen Bibliothek Corvey. Sie besteht aus ca. 74.000 Bänden und wurde in Zusammenarbeit des Besitzers mit der Universität Paderborn und dem Land Nordrhein-Westfalen von 1985 bis 1998 wissenschaftlich erschlossen. Ihre Bestände wurden der Öffentlichkeit in Microfiche-Editionen zugänglich gemacht. Die Mitwirkung von Franz-Albrecht Metternich-Sándor an diesem Projekt wird als vorbildlich bezeichnet und gilt als einzigartig in Deutschland. Die Bibliothek verfügt über Bücher aus dem 19. Jahrhundert, unter ihnen auch sehr seltene Ausgaben, darunter zahlreiche Romane und Dramen aus der Zeit des Biedermeier.

## Besitz in Corvey
Wie das Schloss Corvey, gehörte ihm das Areal der ehemaligen Klostersiedlung und das meiste Land um Corvey. Die zugehörige Klosterkirche mitsamt dem Westwerk schenkte er der Kirchengemeinde St. Stephanus und Vitus. Corvey wurde am 20. September 1999 von der Kultusministerkonferenz in die sogenannte Tentativliste aufgenommen, was die Voraussetzung dafür war, dass das Areal der Klostersiedlung, das mit Ausnahme des vorher verschenkten Kirchengebäudes sein Sohn von ihm erbte, 2014 von der UNESCO zum Weltkulturerbe erklärt werden konnte.

## Auszeichnungen
1995 wurde Metternich-Sándor mit der Universitätsmedaille der Universität Paderborn ausgezeichnet. Im Jahr 2003 erhielt er für seine Verdienste um Corvey das Bundesverdienstkreuz am Bande, welches ihm vom Landrat Hubertus Backhaus im Kaisersaal des Schlosses Corvey überreicht wurde.

## Ehe und Nachkommen
Am 2. Oktober 1962 heiratete er im Nikolauskloster bei Schloss Dyck Isabella Gräfin zu Salm-Reifferscheidt-Krautheim und Dyck (* 1939), Tochter von Franz zu Salm-Reifferscheidt-Dyck (1899–1958) und Cäcilie zu Salm-Salm (1911–1991). Das Paar bekam fünf Söhne:
- Viktor Metternich-Sándor (* 1964, nennt sich seit dem Tod des Vaters Herzog von Ratibor und Fürst von Corvey)
- Tassilo Ferdinand Metternich-Sándor (* 1965)
- Stephan Aloysius Metternich-Sándor (* 1968)
- Benedikt Christian Metternich-Sándor (* 1971)
- Philipp Stanislas Metternich-Sándor (* 1976)

## Ahnentafel
| Ahnentafel von Franz-Albrecht Metternich-Sandor | Ahnentafel von Franz-Albrecht Metternich-Sandor                                                            | Ahnentafel von Franz-Albrecht Metternich-Sandor                                                            | Ahnentafel von Franz-Albrecht Metternich-Sandor                                                            | Ahnentafel von Franz-Albrecht Metternich-Sandor                                                            | Ahnentafel von Franz-Albrecht Metternich-Sandor                                                                      | Ahnentafel von Franz-Albrecht Metternich-Sandor                                                                      | Ahnentafel von Franz-Albrecht Metternich-Sandor                                                                      | Ahnentafel von Franz-Albrecht Metternich-Sandor                                                                      |
| ----------------------------------------------- | --- | --- | --- | --- | --- | --- | --- | --- |
| Ururgroßeltern                                  | Franz Joseph zu Hohenlohe-Schillingsfürst (1787–1841) ⚭ Constanze zu Hohenlohe-Langenburg (1792–1847)      | Karl Egon II. zu Fürstenberg (1796–1854) ⚭ Amalie von Baden (1795–1869)                                    | August von Breuner-Enckevoirt (1796–1877) ⚭ Maria Theresia Caroline Esterházy de Galántha (1802–1837)      | Janos Széchenyi de Sarvar-Felsovidek (1802–1874) ⚭ Agota Erdödy de Monyorókerék et Monoszló (1808–1882)    | Alois III. zu Oettingen-Oettingen und Oettingen-Spielberg (1788–1855) ⚭ Amalia Auguste von Wrede (1796–1871)         | Franz Xaver Karl zu Königsegg-Aulendorf (1787–1863) ⚭ Maria Josepha Károlyi de Nagy-Károly (1793–1848)               | Klemens Wenzel Lothar von Metternich (1773–1859) ⚭ Maria Antonia von Leykam (1806–1829)                              | Móric Sándor de Szlavnicza (1805–1878) ⚭ Leontine von Metternich-Winneburg (1811–1861)                               |
| Urgroßeltern                                    | Victor I. von Ratibor (1818–1893) ⚭ Amelie zu Fürstenberg (1821–1899)                                      | Victor I. von Ratibor (1818–1893) ⚭ Amelie zu Fürstenberg (1821–1899)                                      | August Johann von Breunner-Enkevoirth (1828–1894) ⚭ Maria Széchenyi de Sarvar-Felsovidek (1833–1920)       | August Johann von Breunner-Enkevoirth (1828–1894) ⚭ Maria Széchenyi de Sarvar-Felsovidek (1833–1920)       | Otto zu Oettingen-Oettingen und Oettingen-Spielberg (1815–1882) ⚭ Georgine zu Königsegg-Aulendorf (1825–1877)        | Otto zu Oettingen-Oettingen und Oettingen-Spielberg (1815–1882) ⚭ Georgine zu Königsegg-Aulendorf (1825–1877)        | Richard von Metternich (1829–1895) ⚭ Pauline Sándor de Szlavnicza (1836–1921)                                        | Richard von Metternich (1829–1895) ⚭ Pauline Sándor de Szlavnicza (1836–1921)                                        |
| Großeltern                                      | Victor II. Amadeus von Ratibor (1847–1923) ⚭ Marie von Breunner-Enkevoirth (1856–1929)                     | Victor II. Amadeus von Ratibor (1847–1923) ⚭ Marie von Breunner-Enkevoirth (1856–1929)                     | Victor II. Amadeus von Ratibor (1847–1923) ⚭ Marie von Breunner-Enkevoirth (1856–1929)                     | Victor II. Amadeus von Ratibor (1847–1923) ⚭ Marie von Breunner-Enkevoirth (1856–1929)                     | Franz-Albrecht zu Oettingen-Oettingen und Oettingen-Spielberg (1847–1916) ⚭ Sophie von Metternich-Sándor (1857–1941) | Franz-Albrecht zu Oettingen-Oettingen und Oettingen-Spielberg (1847–1916) ⚭ Sophie von Metternich-Sándor (1857–1941) | Franz-Albrecht zu Oettingen-Oettingen und Oettingen-Spielberg (1847–1916) ⚭ Sophie von Metternich-Sándor (1857–1941) | Franz-Albrecht zu Oettingen-Oettingen und Oettingen-Spielberg (1847–1916) ⚭ Sophie von Metternich-Sándor (1857–1941) |
| Eltern                                          | Victor III. von Ratibor (1879–1945) ⚭ Elisabeth zu Oettingen-Oettingen und Oettingen-Spielberg (1886–1976) | Victor III. von Ratibor (1879–1945) ⚭ Elisabeth zu Oettingen-Oettingen und Oettingen-Spielberg (1886–1976) | Victor III. von Ratibor (1879–1945) ⚭ Elisabeth zu Oettingen-Oettingen und Oettingen-Spielberg (1886–1976) | Victor III. von Ratibor (1879–1945) ⚭ Elisabeth zu Oettingen-Oettingen und Oettingen-Spielberg (1886–1976) | Victor III. von Ratibor (1879–1945) ⚭ Elisabeth zu Oettingen-Oettingen und Oettingen-Spielberg (1886–1976)           | Victor III. von Ratibor (1879–1945) ⚭ Elisabeth zu Oettingen-Oettingen und Oettingen-Spielberg (1886–1976)           | Victor III. von Ratibor (1879–1945) ⚭ Elisabeth zu Oettingen-Oettingen und Oettingen-Spielberg (1886–1976)           | Victor III. von Ratibor (1879–1945) ⚭ Elisabeth zu Oettingen-Oettingen und Oettingen-Spielberg (1886–1976)           |
| Franz-Albrecht Metternich-Sandor (1920–2009)    | | | | | | | | |